# لی ویلیامسون
لی ویلیامسون (انگلیسی: Lee Williamson؛ زادهٔ ۷ ژوئن ۱۹۸۲) یک بازیکن فوتبال اهل بریتانیا است.